# 八寶公主
八寶公主，是台灣屏東縣恆春半島一帶流傳的一個荷蘭女性，後被台灣人視為神祇膜拜。

## 內容
相傳明末清初（相當於荷治時期）時，荷蘭公主「瑪格麗特」為了尋找愛人「威雪林」而來到臺灣，船隻卻在大灣（即大灣遊憩區）遇到風浪觸礁擱淺，船員發出求救煙火，引來當時的龜仔甪社（今社頂自然公園）的原住民襲擊遇害。原住民原本不殺女子，但當一夥人抬著戰利品返回部落，其中一名原住民男子因獵物不多，又折回海邊搜尋，恰巧碰上逃過一劫的瑪格麗特，勇士為了顏面及炫耀，於是開了殺戒，並帶回她身上八樣物品：荷蘭木鞋、絲綢頭巾、珍珠項鍊、寶石戒指、皮箱、寶石耳墜、羽毛筆和紙。故謂之「八寶公主」。
日治時期的1934年，這位荷蘭公主曾經向一位漁民託夢，表示想回到荷蘭，希望當地居民能幫她打造一艘船。居民照辦且船也出發後，她又託夢說願意留下來，庇祐當地居民，居民蓋了間廟以為紀念。
該廟位於墾丁大灣遊憩區海灘附近的一座萬應公祠，當地人俗稱八寶公主廟。祠內供奉一幅書有「荷公主女」之橫聯。1981年重修，成為一座「三合一」廟，主位拜萬應公，一旁拜土地公，一旁拜八寶公主。但廟內的八寶公主像穿著戲服化的漢服，而非她生前所穿的荷蘭服裝。

## 研究
雖然民間的傳說對該人物的時代有明確定位，且指出是荷蘭人，但真實性不明。
然而，根據《恆春縣志》載羅發號事件：「同治初年，有外國番船一隻，遭風飄至鵝鑾鼻一帶，被龜仔角番戕殺多命。內有番女一名，其上下牙齒，不分顆數，各連一排。龜仔角番見而異之，懸首示人。嗣該船逃回本國，興師復仇，至鵝鑾鼻、大坂埒一帶，荊棘滿山，四無人蹤。一日，聞雞鳴聲，遂發兵通道，尋聲而進。得龜仔角社，戮番人，無噍類。走脫孕婦一人，延續至今，亦僅三、四十番。故社中禁，不畜雞。相傳被殺番女，為該國公主云云。」
加上荷蘭官方曾表示荷蘭公主「瑪格麗特」並未到過台灣，因此學界從《恆春縣志》所載，以此推論認為八寶公主應該就是羅發號事件其船船長約瑟·杭特（Joseph Hunt）的妻子梅西·杭特（Mercy G. Beerman Hunt）。

## 脚注
1. ↑  . （原始内容存档于2019-02-09）.
2. ↑  石文誠. . （原始内容存档于2021-08-17）.